# Pristimantis euphronides
Pristimantis euphronides es una especie de anfibio anuro de la familia Craugastoridae.

## Distribución
Esta especie es endémica de la isla de Granada. Habita entre los 300 y 840 m de altitud.

## Descripción
Los machos miden hasta 27.0 mm y las hembras hasta 39.4 mm.

## Publicación original
- Schwartz, 1967 : Frogs of the genus Eleutherodactylus in the Lesser Antilles. Studies on the Fauna of Curaçao and other Caribbean Islands, vol. 24, p. 1–62.[5]